# Mount Royal (Île-du-Prince-Édouard)
Mount Royal est une communauté dans le comté de Prince sur l'Île-du-Prince-Édouard, Canada, au sud-ouest de O'Leary.